# Operacija Halberd
Operacija Halberd (izvirno angleško Operation Halbard)  je bila britanska logistična vojaška operacija druge svetovne vojne; potekala je konec septembra 1941. 

## Potek
24. septembra je iz Gibraltarja odplul konvoj 9 tovornih ladij proti Malti, pri čemer je konvoj varovala celotna britanska Sredozemska flota. Kljub izgubi ene tovorne ladje je konvoj, kot zadnji v letu 1941, prišel na Malto.